# 秋季賞
秋季賞（しゅうきしょう）は、日本数学会から贈られる数学の学術賞である。
日本数学会会員で優れた研究を行った数学者またはグループに年齢の制限無く毎年贈られる。
副賞も授与され、秋季総合分科会の開催時に授賞式と受賞講演が行われる。
日本数学会において最も権威を持つ賞の一つである。

## 受賞者
| 受賞年 | 受賞者         | 受賞時所属                         | 業績                                                                     |
| ------ | -------------- | ---------------------------------- | ------------------------------------------------------------------------ |
| 1987年 | 三輪哲二       | 京都大学数理解析研究所             | 数理物理学に関する代数解析学的研究                                       |
| 1987年 | 神保道夫       | 京都大学数理解析研究所             | 数理物理学に関する代数解析学的研究                                       |
| 1988年 | 森重文         | 名古屋大学理学部                   | 代数多様体の極小モデル理論                                               |
| 1988年 | 川又雄二郎     | 東京大学理学部                     | 代数多様体の極小モデル理論                                               |
| 1989年 | 渡辺信三       | 京都大学理学部                     | 確率解析とその応用                                                       |
| 1990年 | 塩田徹治       | 立教大学理学部                     | Mordell-Weil 格子の研究                                                  |
| 1991年 | 土屋昭博       | 名古屋大学理学部                   | 共形場理論の構成                                                         |
| 1992年 | 境正一郎       | 日本大学文理学部                   | 作用素環における微分論とその応用                                         |
| 1993年 | 村杉邦男       | トロント大学                       | 結び目理論の代数的研究                                                   |
| 1994年 | 石井仁司       | 中央大学理工学部                   | 非線形偏微分方程式の粘性解理論                                           |
| 1995年 | 向井茂         | 名古屋大学大学院多元数理科学研究科 | 3次元 Fano 多様体の射影代数幾何学的研究                                  |
| 1996年 | 青本和彦       | 名古屋大学大学院多元数理科学研究科 | 複素積分の研究                                                           |
| 1997年 | 中村博昭       | 東京大学数理科学研究科             | 代数曲線の基本群に関するグロタンディック予想の解決                       |
| 1997年 | 玉川安騎男     | 京都大学数理解析研究所             | 代数曲線の基本群に関するグロタンディック予想の解決                       |
| 1997年 | 望月新一       | 京都大学数理解析研究所             | 代数曲線の基本群に関するグロタンディック予想の解決                       |
| 1998年 | 古田幹雄       | 京都大学数理解析研究所             | ゲージ理論の位相幾何学への応用                                           |
| 1999年 | 儀我美一       | 北海道大学理学部                   | 曲面の方程式の研究                                                       |
| 2000年 | 中村玄         | 群馬大学工学部                     | 弾性体の逆問題の研究                                                     |
| 2001年 | 森脇淳         | 京都大学理学部                     | アラケロフ幾何の研究                                                     |
| 2002年 | 西浦廉政       | 北海道大学理学部                   | 反応拡散系のパターンダイナミクス                                         |
| 2003年 | 有木進         | 京都大学数理解析研究所             | 岩堀-ヘッケ代数のモジュラー表現と量子群                                  |
| 2004年 | 新井敏康       | 神戸大学理学部                     | ヒルベルトの第2問題に関する証明論の展開                                  |
| 2005年 | 小野薫         | 北海道大学理学部                   | シンプレクティック幾何学の研究                                           |
| 2006年 | 磯崎洋         | 筑波大数理物質科学研究群           | 散乱理論と逆問題の研究                                                   |
| 2007年 | 舟木直久       | 東京大学数理科学研究科             | 大規模相互作用系の確率解析の展開                                         |
| 2008年 | 小澤正直       | 名古屋大学情報科学研究科           | 量子情報の数学的基礎                                                     |
| 2009年 | 谷島賢二       | 学習院大学理学部                   | 波動作用素の有界性の研究                                                 |
| 2010年 | 泉正己         | 京都大学理学部                     | 作用素環と非可換解析学                                                   |
| 2011年 | 二木昭人       | 東京工業大学理学部                 | 二木不変量によるアインシュタイン計量の研究                               |
| 2012年 | 中尾充宏       | 佐世保工業高等専門学校・校長       | 精度保証付き数値計算の研究及びその偏微分方程式への応用                   |
| 2013年 | 辻井正人       | 九州大学大学院数理学研究院         | 微分可能力学系のエルゴード理論における関数解析的手法                     |
| 2014年 | 小薗英雄       | 早稲田大学理工研究院               | 非圧縮性ナビエ・ストークス方程式の定常・非定常流の調和解析的研究         |
| 2015年 | 藤原耕二       | 京都大学理学部                     | 擬ツリー上の群作用の構成                                                 |
| 2016年 | 森田茂之       | 東大名誉教授・東工大名誉教授       | 写像類群と自由群の外部自己同型群のコホモロジー理論                       |
| 2017年 | 荒川知幸       | 京都大学数理解析研究所             | W-代数の表現論                                                           |
| 2018年 | 長田博文       | 九州大学大学院数理学研究院         | 長距離相互作用を持つ無限粒子系の確率力学とその剛性の研究                 |
| 2019年 | 小川卓克       | 東北大学大学院理学研究科           | 非線型発展方程式における臨界構造の研究                                   |
| 2020年 | 梅原雅顕       | 東京工業大学情報理工学院           | 特異点をもつ曲面およびローレンツ・ミンコフスキー空間内の曲面の微分幾何学 |
| 2020年 | 山田光太郎     | 東京工業大学理学部                 | 特異点をもつ曲面およびローレンツ・ミンコフスキー空間内の曲面の微分幾何学 |
| 2021年 | Martin Guest   | 早稲田大学理工学術院               | tt*方程式および量子コホモロジーに関する一連の研究                        |
| 2022年 | 緒方芳子       | 東京大学数理科学研究科             | 量子スピン系の研究                                                       |
| 2023年 | Benoît Collins | 京都大学理学部                     | ランダム行列と自由確率論                                                 |
| 2024年 | 吉田朋広       | 東京大学数理科学研究科             | 理論統計学の基礎数理の開拓                                               |